# Kapitein Haak
Kapitein James Haak  (Engels: Captain [James] Hook), is de belangrijkste antagonist in het klassiek geworden verhaal Peter and Wendy uit 1911 van J.M. Barrie. Hij is een van de vaste bewoners van Nooitgedachtland, waar hij piratenhoofdman is en kapitein van het schip Jolly Roger. Hij is de gezworen vijand van de hoofdpersoon, Peter Pan. Hij is de aanvoerder van een groep niet al te snuggere piraten, waarvan zijn persoonlijke assistent Mr. Smee (Nederlands: "Vetje") de meest in het oog springende is.
Kapitein Haak heet zo omdat zijn rechterhand − zoals het een stereotiepe piraat betaamt − is vervangen door een ijzeren haak. Die hand werd in een gevecht door Peter Pan afgehakt en vervolgens door een krokodil opgegeten. De krokodil kreeg hierna de smaak van Kapitein Haak goed te pakken en blijft hem sindsdien tot in lengte van dagen achtervolgen. Kapitein Haak hoort wanneer de krokodil weer in de buurt is dankzij zijn tikkende wekker, die ook is ingeslikt door de krokodil en sindsdien altijd is blijven lopen.

## Oorsprong
Haak verscheen nog niet in het begin van de ontwikkeling van het verhaal van het toneelstuk, waarin de opstandige en onbevreesde Peter Pan eigenlijk zelf dicht bij een schurk stond. Dit figuur werd gecreëerd om een eindscène te maken wanneer de kinderen weer naar huis reizen in het stuk. Later schreef Barrie een langere scène, waarin hij vertelde dat kinderen gefascineerd zijn met piraten en breidde hij de rol van de kapitein uit, naarmate het toneelstuk vorderde. In eerste instantie zou actrice Dorothea Baird de rol van de kapitein spelen; echter drong acteur Gerald du Maurier aan om de rol te mogen spelen.

## Diverse verhaallijnen
Barrie verklaart in het boek dat "Haak niet zijn echte naam was". De ware naam van het personage blijft tot de dag van vandaag onbekend en zou de fans tot verbazing brengen. De naam 'Haak' staat in relatie met het voorval van het gevecht met Peter Pan, die zijn afgehakte hand aan de krokodil voerde. Barrie verklaart wel dat Haak een voormalige bootsman van kapitein Zwartbaard was en de "enige man van wie Barbecue bang was" (In Robert Louis Stevensons Schateiland, was 'Barbecue' een bijnaam van Long John Silver).
In het toneelstuk wordt beweerd dat Haak de beroemde Eton en de Universiteit van Oxford (namelijk Balliol College) heeft bezocht. Hij is bang voor zijn eigen bloed of heeft  bloedvrees in het algemeen.
Op toneel en in het boek treedt hij op met een langharige krullende zwarte pruik met daarbij dikke donkere wenkbrauwen en snor. De haak is verbonden met zijn rechterarm en wordt gebruikt als wapen. Verder wordt hij omschreven als een "knappe en elegante verschijning", zelfs als hij vloekt. Barrie vergelijkt hem qua uiterlijk met koning Karel II van Engeland. Al is de piraat soms bloeddorstig, volgens Barrie is hij een fantastische piraat en schuilt er mogelijk een held in hem.
Ook in de Disneyfilm Peter Pan speelt Kapitein Haak een prominente rol. Hierin is Haak niet zijn rechter-, maar zijn linkerhand kwijt. Ook in Disneyland Parijs is hij een bekende figuur, vooral te zien bij de Piratenboot in Adventureland.
De naar Kapitein Haak genoemde speelfilm Hook van Steven Spielberg uit 1991 (met in de hoofdrollen Robin Williams als Peter Pan en Dustin Hoffman als Kapitein Haak) vertelt het verhaal van Peter Pan die ondertussen volwassen is, nu ver verwijderd van Nooitgedachtland leeft en het geheel vergeten is, totdat de inmiddels bejaarde Haak Peter Pans kinderen ontvoert en Peter Pan dwingt terug te keren naar Nooitgedachtland.
In het oorspronkelijke verhaal van Barrie komt Kapitein Haak aan het eind om het leven doordat de krokodil hem alsnog te pakken krijgt. In de Disney-verfilming uit 1953 is dit einde aangepast. Hierdoor kon Haak later nog eens terugkeren in Terug naar Nooitgedachtland (2002).

## In film & media
De volgende acteurs hebben Kapitein Haak in een film of serie gespeeld.
- Ernest Torrence in Peter Pan, 1924
- Hans Conried in Peter Pan, 1953
- Ted de Braak in Peter Pan, 1953 (Nederlandse versie)
- Dustin Hoffman in Hook, 1991
- Tim Curry in Fox's Peter Pan and the Pirates, 1990-1991
- Corey Burton in Terug naar Nooitgedachtland, 2002
- Paul van Gorcum in Terug naar Nooitgedachtland, 2002 (Nederlandse versie)
- Jason Isaacs in Peter Pan, 2003
- Nick Cave in Shrek 2, 2004 (parodie)
- Ian McShane in Shrek the Third, 2007 (parodie)
- Kees van Lier in Shrek the Third, 2007 (parodie) (Nederlandse versie)
- Corey Burton in Epic Mickey, 2010 (animatronic versie)
- Brad Garrett in Tangled, 2010
- Rhys Ifans in Neverland (mini-serie), 2011
- Corey Burton in Jake en de Nooitgedachtland Piraten (televisieserie), 2011-2016
- Colin O'Donoghue in Once upon a time..., 2012-2018
- Tom Hiddleston in The Pirate Fairy, 2014
- Garrett Hedlund in Pan, 2015
- Stanley Tucci in Peter and Wendy (Britse tv-film), 2015
- Jude Law in Peter Pan & Wendy, 2023

## Trivia
- Kapitein Haak is ook even te zien in de animatiefilm Shrek 2 als pianospeler in een herberg en aan het eind van de film.
- In de korte film Far Far Away Idol van de Shrek-franchise zingt hij Hooked on a Feeling.
- In Shrek the Third verschijnt hij opnieuw. Ditmaal is hij niet alleen achtergrondfiguur maar heeft hij ook tekst.
- In het computerspel Kingdom Hearts is hij een van de eindbazen.
- Ook speelt Colin O'Donoghue in de Amerikaanse televisieserie Once Upon a Time Kapitein Haak.